# Gloria Marín
Gloria Méndez Ramos (Ciutat de Mèxic, 19 d'abril de 1919-Ciutat de Mèxic, 13 d'abril de 1983), coneguda com a Gloria Marín, va ser una actriu mexicana.

## Biografia i carrera
Gloria Marín era filla de la ballarina María Laura Ramos Luna (que usava el nom de Laura Marín) i de l'industrial Pedro Méndez Armendáriz, oncle de l'actor Pedro Armendáriz. Als sis anys va iniciar la seva carrera al costat de la seva mare, qui tenia una companyia de teatre i va continuar treballant en teatres i carpes del vell centre de la ciutat, entre les quals destacava El Salón Rojo, on se la coneixia com "la Precoz Glorina"; es va presentar després a El Mayab i a la carpa de la Santa María La Ribera, on Gloria Marín va treballar amb Joaquín Pardavé, cunyat del seu oncle Santiago Méndez Armendáriz.}
Després d'haver perdut 9 quilos (el sobrepès li havia impedit obtenir el paper en una altra pel·lícula), va obtenir un paper en la cinta Los millones de Chaflán. Als 15 anys es va casar amb l'oficial Arturo Vargas, un agent de trànsit. Va filmar 19 pel·lícules entre 1938 i 1941. Va actuar amb Cantinflas a El gendarme desconocido. Va conèixer Jorge Negrete al rodatge di ¡Ay Jalisco, no te rajes! i va iniciar una relació amb ell, en unió lliure, durant 11 anys en els quals va treballar com coestelar en la majoria de les seves pel·lícules.
Gloria Marín va ser nominada al Premi Ariel, per la seva actuació a Si Adelita se fuera con otro. En 1942 va alternar amb Fernando Soler, a la pel·lícula Qué hombre tan simpático. També va ser parella del periodista Carlos Denegri i esposa de l'actor Abel Salazar, amb qui es va casar en la Ciutat de Mèxic el 31 de maig de 1958 i de qui es va divorciar en 1960.
Va guanyar dues Diosas de Plata per les pel·lícules, Mecánica nacional i Presagio. Durant 30 anys, Marín va anar també estrella en la televisió mexicana, on va protagonitzar diversos estel·lars en telenovel·les com La hiena, Hermanos Coraje i nombrosos teleteatres. Va protagonitzar algunes obres de teatre com Debiera haber obispas, Tan cerca del cielo i La jaula de cristal, als Estats Units.

## Mort
Gloria Marín va morir el 13 d'abril de 1983, als 63 anys, a l'Hospital Español de la Ciutat de Mèxic, víctima d'una aturada respiratòria, a conseqüència d'un emfisema pulmonar ocasionat per tabaquisme. Va ser cremada, i les seves restes es troben al Panteón Jardín, en la secció d'actors.

## Filmografia
- Cruz de olvido (1981)
- Al rojo vivo (1980)
- Honrrarás a los tuyos (1979)
- El Coyote y la Bronca (1978)
- Acto de posesión (1977)
- Presagio (1974)
- Los perros de Dios (1973)
- El festín de la loba (1972)
- Mecánica nacional (1971)
- Una vez, un hombre (1970)
- Anita de Montemar (1969)
- Prohibido (1968)
- El oficio más antiguo del mundo (1968)
- El criado malcriado (1968)
- La primera comunión (1967)
- Las visitaciones del diablo (1967)
- Bromas, S.A. (1966)
- La muerte es puntual (1965)
- El caso de la mujer asesinadita (1955)
- Ley Fuga (1954)
- Nuevo amanecer (1954)
- Pecado mortal (1954)
- El fantasma se enamora (1953)
- Ni pobres ni ricos (1953)
- El derecho de nacer (1952)
- Siempre tuya (1951)
- Hay un niño en su futuro (1951)
- Un gallo en corral ajeno (1951)
- El sol sale para todos (1950)
- Mujer de medianoche (1949)
- Rincón brujo (1949)
- El pecado de quererte (1949)
- Si Adelita se fuera con otro (1948)
- La venenosa (1948)
- Bel Ami (El buen mozo/Historia de un canalla)(1947)
- La noche y tú (1946)
- En tiempos de la Inquisición (1946)
- El socio (1945)
- Hasta que perdió Jalisco (1945)
- Canaima (1945)
- Crepúsculo (1945)
- Así son ellas (1944)
- Una mujer que no miente (1944)
- Alma de bronce (1943)
- Una carta de amor (1943)
- Que lindo es Michoacán (1943)
- La posada sangrienta (1943) (1943)
- Tentación (1943)
- El jorobado (Enrique de Lagardere) (1943)
- ¡Qué hombre tan simpático! (1943)
- La virgen que forjó una patria (1942)
- Historia de un gran amor (1942)
- El que tenga un amor (1942)
- Seda, sangre y sol (1941)
- El conde de Montecristo (1941)
- La gallina clueca (1941)
- La posada sangrienta (1941)
- El gendarme desconocido (1941)
- ¡Ay Jalisco, no te rajes! (1941)
- Amor chinaco (1941)
- El rápido de las 9:15 (1941)
- Cuando los hijos se van (1941)
- Cantinflas ruletero (1940; curtmetratge publicitari)
- El jefe máximo (1940)
- Jengibre contra dinamita (1939; curtmetratge publicitari)
- Los apuros de Narciso (1939)
- Odio (1939)
- El muerto murió (1939)
- Cada loco con su tema (1938)
- La casa del ogro (1938)
- La tía de las muchachas (1938)
- Los millones de Chaflán (1938)